# La Punt Chamues-ch

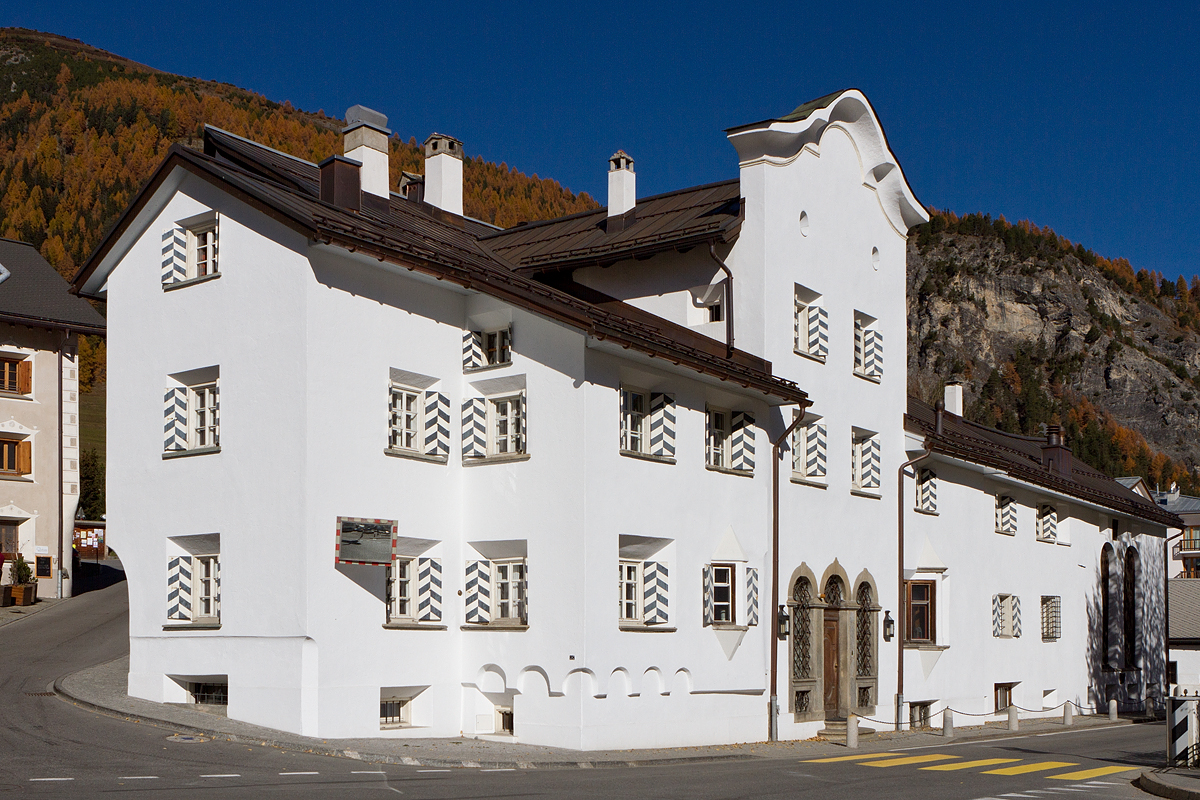
Chesa Albertina, kulturskyddat hus från 1655 i La Punt.

La Punt Chamues-ch (föråldrad italiensk och före 1943 officiell namnform: Ponte-Campovasto, officiell namnform 1943–2020: La Punt-Chamues-ch) är en ort och kommun i regionen Maloja i kantonen Graubünden, Schweiz. Kommunen har 732 invånare (2023). Orten ligger i nedre delen av dalgången Oberengadin (Engiadin'Ota), och består av de sammanväxta byarna La Punt, som genomströmmas av floden Inn, och Chamues-ch, strax öster därom.  La Punt har en station på Rhätische Bahn.
Det traditionella språket är det rätoromanska idiometet puter. Så sent som vid mitten av 1800-talet hade nästan hela befolkningen detta språk som modersmål, men sedan började deras andel minska. Antalet rätoromanskspråkiga har inte förändrats särskilt mycket under det senaste seklet, däremot har deras andel av hela befolkningen sjunkit kraftigt, främst mot slutet av 1900-talet, på grund av stor inflyttning av tyskspråkiga. Vid folkräkningen 2000 hade två tredjedelar tyska som förstaspråk, men endast var femte rätoromanska. Skolundervisningen sker på både tyska och rätoromanska, enligt språkbadsmetoden.
Kyrkan i La Punt Chamues-ch blev reformert 1561. Som en följd av den stora inflyttningen är dock uppemot hälften av befolkningen numera katolsk, och de söker kyrka i grannkommunen Zuoz.